# 済生会熊本病院
済生会熊本病院（さいせいかいくまもとびょういん）は、熊本県熊本市南区近見に存在し、社会福祉法人恩賜財団済生会支部熊本県済生会が運営する医療機関である。熊本県の災害拠点病院（地域）、地域医療支援病院、地域がん診療連携拠点病院（国指定）である。2024年6月時点、熊本県選挙管理委員会より、不在者投票のできる施設の一つとして指定されている。

## 歴史
- 1935年（昭和10年）9月16日 - 恩賜財団済生会熊本診療所開設
- 1943年（昭和18年） - 病院昇格
- 1945年（昭和20年） - 空襲により病院全焼
- 1947年（昭和22年） - 熊本市花畑町で熊本診療所再開
- 1951年（昭和26年） - 熊本市千葉城町に診療所移転
- 1952年（昭和27年） - 病院昇格
- 1958年（昭和33年） - 熊本市段山本町に新築移転
- 1995年（平成7年） - 現在地に新築移転
- 2016年（平成28年）4月16日 - 熊本地震の本震が発生し、300人以上の救急患者を受入れ[1]。

## 外来診療科
- 内科
- 外科
- 消化器内科
- 消化器外科
- 整形外科
- 呼吸器内科
- 呼吸器外科
- 総合腫瘍科
- 糖尿病内科
- 泌尿器科
- 腎臓内科
- 心臓血管外科
- 循環器内科
- 脳神経外科
- 脳神経内科
- 放射線科
- 麻酔科
- 救急科
- 病理診断科

## 医療機関の指定・認定
（下表の出典）
| 保険医療機関                                               |
| 労災保険指定医療機関                                       |
| 指定自立支援医療機関（更生医療）                           |
| 指定自立支援医療機関（育成医療）                           |
| 指定自立支援医療機関（精神通院医療）                       |
| 身体障害者福祉法指定医の配置されている医療機関             |
| 生活保護法指定医療機関                                     |
| 結核指定医療機関                                           |
| 原子爆弾被害者一般疾病医療取扱医療機関                     |
| 公害医療機関                                               |
| 地域医療支援病院                                           |
| 災害拠点病院                                               |
| 救命救急センター                                           |
| 臨床研修病院                                               |
| 臨床修練病院等                                             |
| がん診療連携拠点病院                                       |
| 特定疾患治療研究事業委託医療機関                           |
| DPC対象病院                                                |
| 指定小児慢性特定疾病医療機関                               |
| 無料低額診療事業実施医療機関                               |
| 特定行為研修指定研修機関                                   |
| がんゲノム医療連携病院                                     |
| 一次脳卒中センター（PSC：Primary Stroke Center）」コア施設 |

- このほか、各種法令による指定・認定病院であるとともに、各学会の認定施設でもある。

## アクセス
- JR熊本駅下車、熊本都市バス流通団地線「済生会病院前」下車
- 熊本桜町バスターミナルから熊本都市バス(新市街経由、大学病院経由、熊本駅経由)・産交バス(県庁・熊本中央病院経由)で「済生会病院前」下車
- JR鹿児島本線西熊本駅よりタクシーで約8分
- JR豊肥本線平成駅よりタクシーで約10分
- JR熊本駅よりタクシーで約15分